# Homaloidion pinacopterum
Homaloidion pinacopterum là một loài bọ cánh cứng trong họ Cerambycidae.